# Труба мрії
«Труба мрії» (англ. Pipe Dream) — містичне оповідання Фріца Лайбера, вперше опубліковане в травні 1959 року журналом «If».

## Сюжет
В місті Мілфорд поселяються 4-ро братів біло-емігрантів (вчений-алкоголік, терорист, св'ященник та бізнесмен) і їхня сестра Грушенька.
Використавши проти волі сестри її яйцеклітину, вчений створює тисячі міні-русалок.
Між братами починається конфлікт: бізнесмен хоче використати їх в секс-індустрії, терорист для революції, а св'ященник хоче спочатку їх охрестити.
Їхній місцевий сусід намагається врятувати сестру із лігва братів. Брати вирішують скинути його з даху, видавши це за самогубство.
Він виривається і спричиняє вибух басейну з русалками.
Брати втікають. Сестру забирає з собою вчений-алкоголік.

## Схожі твори
- Брати Карамазови (роман)